# جيري كريمر
جيري كريمر هو سياسي أمريكي، ولد في 27 مايو 1935 في ذا برونكس في الولايات المتحدة. نشط حزبياً في الحزب الديمقراطي. وقد انتخب عضو جمعية ولاية نيويورك ‏.

## وصلات خارجية
- الموقع الرسمي